# Niinijärvi (sjö i Egentliga Finland)
Niinijärvi är en sjö i Finland. Den ligger i kommunen Vemo i landskapet Egentliga Finland, i den sydvästra delen av landet, 190 km väster om huvudstaden Helsingfors. Niinijärvi ligger 12,1 meter över havet. Den ligger vid sjön Myllyjärvi. I omgivningarna runt Niinijärvi växer i huvudsak barrskog. Arean är 10,4 hektar och strandlinjen är 1,66 kilometer lång. Sjön  ingår i Skärgårdshavets kustområde, Åland. 
I övrigt finns följande vid Niinijärvi:
- Hietajärvi (en sjö)